# 非玩家角色

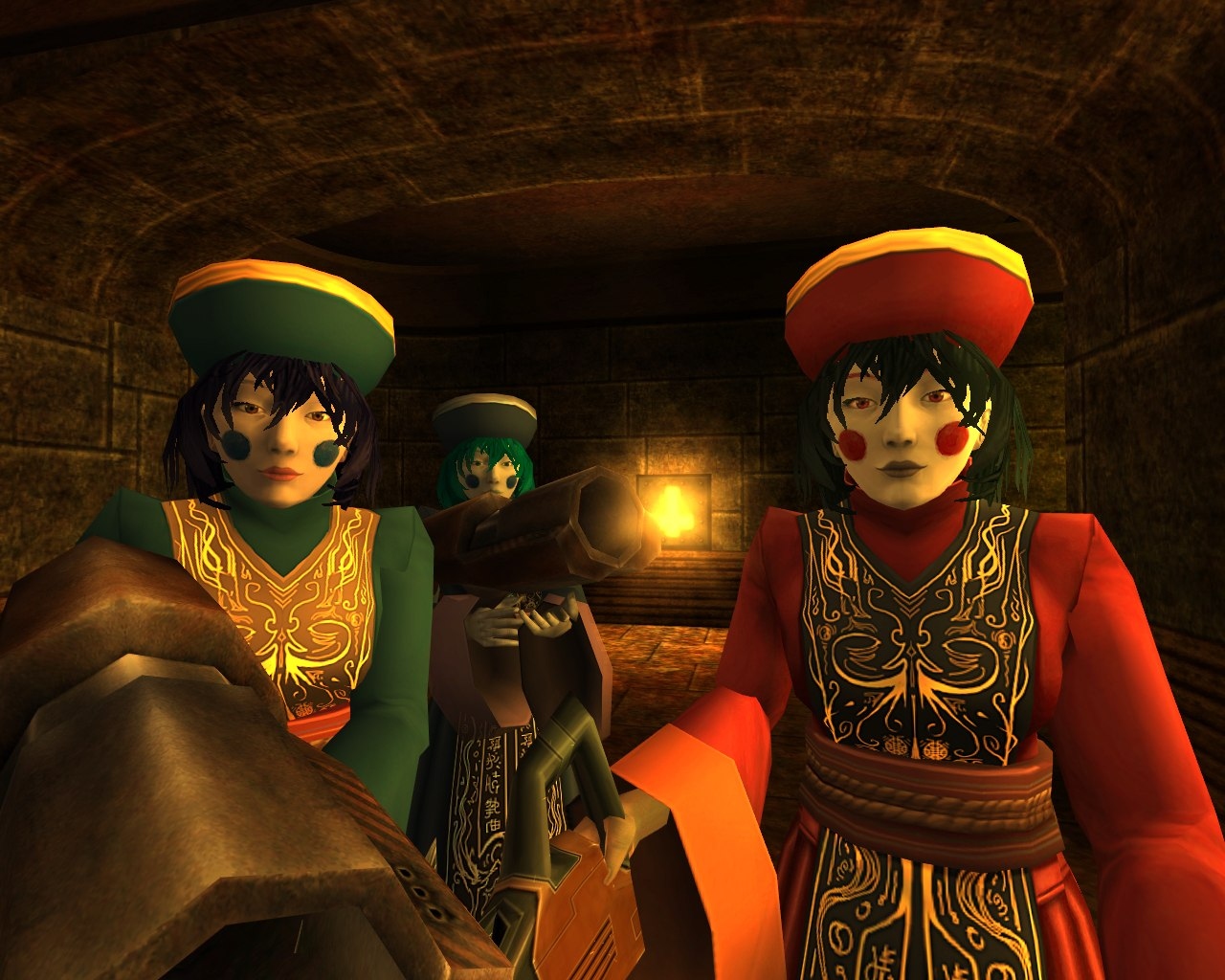
在遊戲操控角色的第一視角中出現無法控制的人物，通常為因故事情節需求所安排的角色。例如圖中兩位故事人物。

非玩家角色或稱非操控角色（英語：Non-Player Character，縮寫：NPC），是指角色扮演遊戲中非玩家控制的角色。
NPC是遊戲背景中，非主角（狭义上来说还要求非敌人）的陪襯人物。玩家藉由他們與遊戲互動。在桌上角色扮演遊戲裡，NPC是由遊戲主持者操縱，而在電腦角色扮演遊戲裡，則是由程序預設的脚本來決定NPC的反應，由遊戲的人工智能做出控制。部分NPC有時可變成可操控角色。
1990年代的台灣，NPC一詞還未普及時，有些玩家會把NPC說成是「電腦角色」。

## 類型
NPC通常扮演以下幾種角色：
1. 玩家角色的協助者：以各種方式協助玩家冒險的角色，例如商人或牧師。[1][2]
2. 玩家角色的敵對者：遊戲中玩家的敵人，打敗他們可得到經驗值和寶物。可能是嘍囉或頭目。嘍囉一般容易對付，頭目則較為強大。頭目通常是玩家必須擊敗的對象，打敗最終頭目通常代表遊戲結束。[1][2]然而，这种人物通常不会被视作单纯的 NPC。
3. 玩家隊伍的夥伴：在戰鬥中幫助玩家的輔助性角色，但不受玩家控制，或只能做大略的命令。[1]
4. 玩家角色暴行的受害者（不論陣營），暴行後的反應則視游戏脚本和人工智能而定，部份遊戲會對玩家角色還擊或是就此死亡。
5. 群眾角色：沒有具體背景、台詞的角色。通常是一個群體的方式參與遊戲情節的推動。[1]
6. 引導玩家角色發生事件任務的關鍵角色：又稱情節觸發類角色，可能是推動遊戲情節的必要關鍵，或是觸發支線劇情或隱藏劇情的角色。[1]
7. 提供事件背景的資訊：又稱為情報角色，能提供玩家關於遊戲的訊息。[1]
8. 提供玩家使玩家獲得獎勵：又稱回饋類角色，會根據玩家在遊戲中的任務表現結果而給予獎勵。[1][2]

这些角色并不是互斥的——一个 NPC 可能既是路人、又是某个支线任务的目标、还可能在玩家完成了其它任务后加入队伍成为伙伴，端视游戏脚本而定。